# Baby First TV
Baby First TV É um canal estadunidense exclusivo para bebês que foca na educação dos infantis. Originalmente, ele oferece 24 horas de programação destinada a crianças de 6 meses a 1 ano de idade.
O canal já esteve no Brasil como um bloco de 3 horas que passava de manhã na Star Life (anteriormente FOX Life), mas com a fundação da rival Baby TV no país, este bloco foi deixado de lado. Também estava disponível em Portugal exclusivamente pela operadora NOS (antiga ZON) até janeiro de 2018, e foi substituído pelo Baby TV na operadora NOS.
O canal, que entrou no ar nas TVs americanas em maio de 2003, é inspirado no Baby TV, produzido em Israel. Elaborados com o auxílio de especialistas em desenvolvimento infantil, os programas da Baby First TV têm enredo simples e ritmo lento, além da presença de elementos como bichos, brinquedos e crianças da mesma faixa etária do público alvo, para ajudar os pequenos espectadores a reconhecer e identificar conceitos comuns ao seu cotidiano. Está disponível em somente 7 países (já que em Portugal desapareceu), mas estará disponível no resto do mundo em 2020.